# آمولیت
آمولیت (انگلیسی: Ammolite)، یک گوهرسنگ آلی شبیه اپال است که عمدتاً در امتداد دامنه‌های شرقی کوه‌های راکی آمریکای شمالی یافت می‌شود. این از پوسته‌های فسیل شده شاخ‌قوچی‌ها ساخته شده است که به نوبه خود عمدتاً از آراگونیت، همان ماده معدنی موجود در مادرمروارید، با ساختاری که از پوسته به ارث رسیده است تشکیل شده است. این یکی از معدود گوهرسنگ منشأ زیستی است. سایرین عبارتند از کهربا و مروارید.۱ در سال ۱۹۸۱، کنفدراسیون جهانی جواهرات (CIBJO) به آمولیت وضعیت رسمی گوهرسنگ را داد، در همان سال استخراج تجاری آمولیت آغاز شد. این گوهرسنگ رسمی شهر لث‌بریج، آلبرتا در سال ۲۰۰۷ تعیین شد.
آمولیت همچنین با نام‌های (aapoak) ((Kainai) به معنای "سنگ کوچک و خزنده")، جواهر شاخ‌قوچی، کلسنتین (calcentine) و کوریت (Korite) نیز شناخته می‌شود. دومی یک نام تجاری است که توسط شرکت معدنی کوریت (Korite) واقع در آلبرتا به این گوهرسنگ داده شده است. مارسل شاربونو و شریک تجاری او مایک بریسف اولین کسانی بودند که در سال ۱۹۶۷ دوتایی (Doublet)) تجاری از این جواهر ایجاد کردند.

## خواص
ترکیب شیمیایی آمولیت متغیر است و جدای از آراگونیت ممکن است شامل کلسیت، سیلیس، پیریت یا سایر مواد معدنی باشد. خود پوسته ممکن است حاوی تعدادی عناصر کمیاب باشد، از جمله: آلومینیوم. باریم، کروم، فلز مس، آهن، منیزیم، منگنز، استرانسیوم، تیتانیوم و وانادیوم.
بلورنگاری آن راست‌لوزی است.
سختی آن ۳٫۵–۴٫۵ و وزن مخصوص آن ۲٫۶۰–۲٫۸۵ است.
ضریب شکست مواد کانادایی (که از طریق نور سدیم، ۵۸۹٫۳ نانومتر اندازه‌گیری می‌شود) به شرح زیر است:
α ۱٫۵۲۲، β ۱٫۶۷۲–۱٫۶۷۳، γ ۱٫۶۷۶–۱٫۶۷۹ منفی دو محوره.

در زیر نور فرابنفش، آمولیت ممکن است به رنگ زرد خردلی فلورسانس کند. 

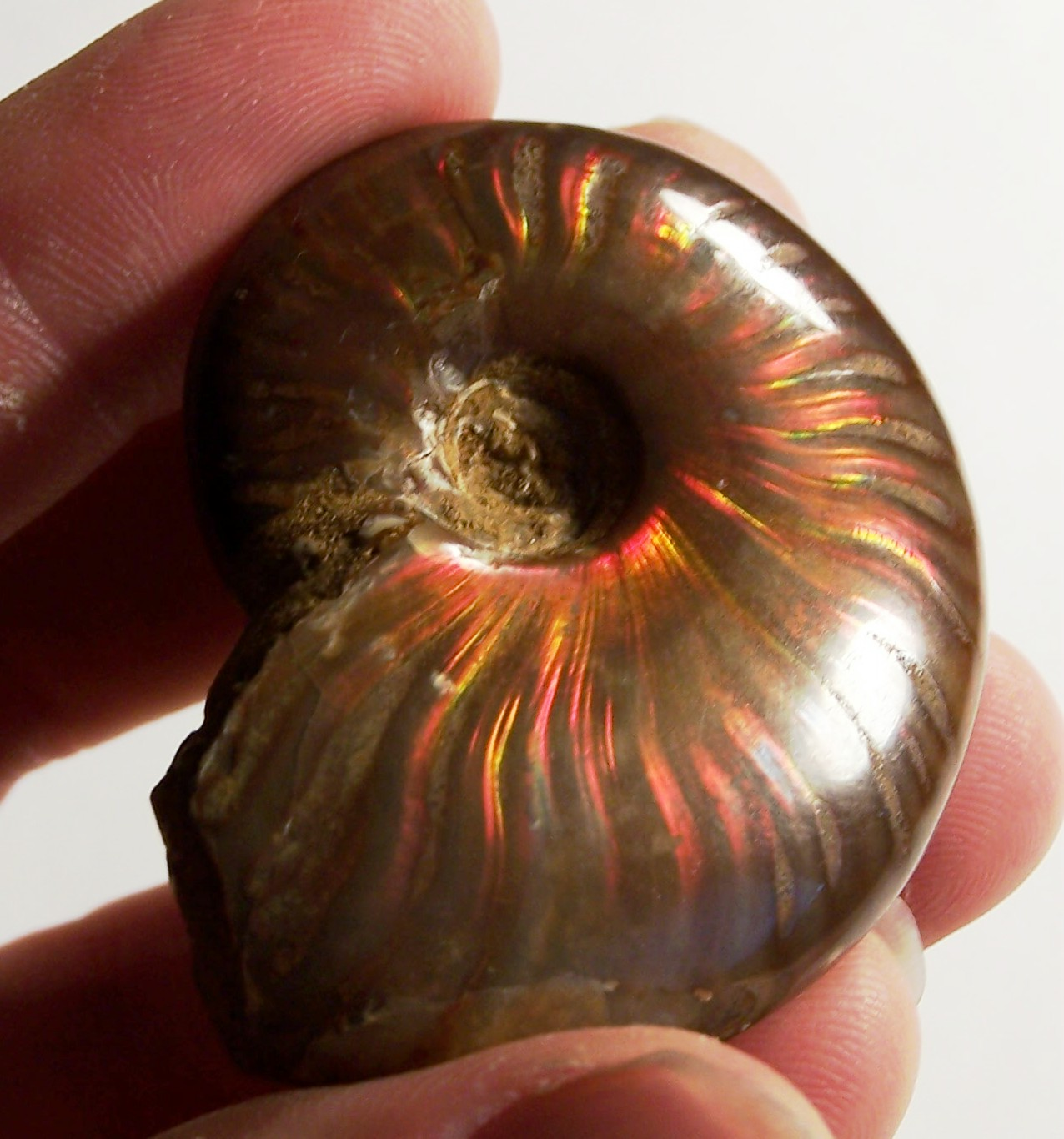
یک آمونیت رنگین‌تاب از ماداگاسکار

بازی رنگی شبیه اپال رنگین‌تاب در نمونه‌های ظریف، بیشتر در سایه‌های سبز و قرمز نشان داده می‌شود. با این حال، تمام رنگ‌های طیفی امکان‌پذیر است. رنگین‌تابی به‌دلیل ریزساختار آراگونیت است: برخلاف اکثر سنگ‌های قیمتی دیگر که رنگ آنها از جذب نور ناشی می‌شود، رنگین‌تابی رنگ آمولیت ناشی از تداخل با نوری است که از لایه‌های انباشته پلاکت‌های نازک که آراگونیت را تشکیل می‌دهند بازمی‌گردد. هر چه لایه‌ها ضخیم‌تر باشند، رنگ‌های قرمز و سبز بیشتری تولید می‌شود. هر چه لایه‌ها نازک‌تر باشند، رنگ‌های آبی و بنفش بیشتر غالب می‌شوند. قرمزها و سبزها به‌دلیل شکنندگی بیشتر لایه‌های ریز که مسئول رنگ آبی هستند، رایج‌ترین رنگ‌ها هستند. هنگامی که به تازگی استخراج می‌شود، این رنگ‌ها به‌خصوص چشمگیر نیستند. این ماده نیاز به پرداخت و احتمالاً به‌سازی دارد تا پتانسیل کامل رنگ‌ها را آشکار کند.
آمولیت خود در واقع یک ورقه بسیار نازک است. ضخامت ۰٫۵–۰٫۸ میلی‌متر. به‌ندرت آمولیت بدون خمیره است که معمولاً شیل خاکستری تا قهوه‌ای، خاک رس گچی یا سنگ آهک است. به‌اصطلاح «شکستن یخ» رایج است، آمولیت نازک که در معرض عناصر قرار می‌گیرد و توسط رسوبات فشرده می‌شود، تمایل به ترک‌خوردن و پوسته‌پوسته شدن دارد. قرار گرفتن طولانی مدت در معرض نور خورشید نیز می‌تواند منجر به سفید شدن پوست شود. این ترک منجر به یک ظاهر موزائیکی می‌شود که گاهی به‌عنوان الگوی «پوست اژدها» یا «پنجره شیشه‌ای رنگی» توصیف می‌شود. آمولیت استخراج شده از رسوبات عمیق‌تر ممکن است کاملاً صاف یا با سطح موج‌دار باشد. گاهی یک پوسته کامل آمونیتی با ساختار آن به‌خوبی حفظ می‌شود: خطوط ریز و پیچیده اتاقک‌های پوسته را مشخص می‌کند و شکل کلی نشان دهنده یک ملوانک است. در حالی که این پوسته‌ها ممکن است به اندازه ۹۰ سانتی‌متر قطر داشته باشند، آمونیت‌های رنگین‌تاب (بر خلاف انواع پیریتیزه) معمولاً بسیار کوچکتر هستند. اکثر پوسته‌های فسیل شده آراگونیت آنها به‌صورت شکل دروغین با کلسیت یا پیریت جایگزین شده است که حضور آمولیت را به‌خصوص غیرمعمول می‌کند.

## خاستگاه

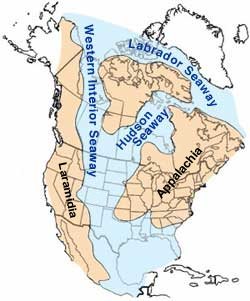
نقشه آمریکای شمالی که دریای داخلی کم‌عمق موجود در دوره کرتاسه میانی را نشان می‌دهد.

آمولیت از پوسته‌های فسیلی آمونیت‌های قرص‌شکل کرتاسه فوقانی پلاسنتیسراس میکی (Placenticeras meeki) و پلاسنتیسراس اینترکالارا (Placenticeras intercalare) و (به میزان کمتر) باکولیت استوانه‌ای (Baculites)، باکولیت کامپرسوس (Baculites compressus) به‌دست می‌آید. آمونیت‌ها سرپایانی بودند که در دریاهای گرمسیری رشد می‌کردند تا اینکه همراه با دایناسورها در پایان دوران مزوزوئیک منقرض شدند.
آمونیت‌هایی که آمولیت را تشکیل می‌دهند، در یک دریای نیمه‌گرمسیری داخلی ماقبل تاریخ زندگی می‌کردند که با کوه‌های راکی همسایه بود - این منطقه امروزه به نام کرتاسه یا دریای داخلی غربی (Western Interior Seaway) شناخته می‌شود. با مرگ آمونیت‌ها، آنها به ته فرورفتند و توسط لایه‌های گل بنتونیتی مدفون شدند که در نهایت تبدیل به شیل شد. بسیاری از آمونیت‌های با کیفیت جواهر در داخل سنگال سیدریت یافت می‌شوند. این رسوبات آراگونیت، پوسته‌ها را حفظ کرده و از تبدیل آن به کلسیت جلوگیری می‌کند.

## رخداد

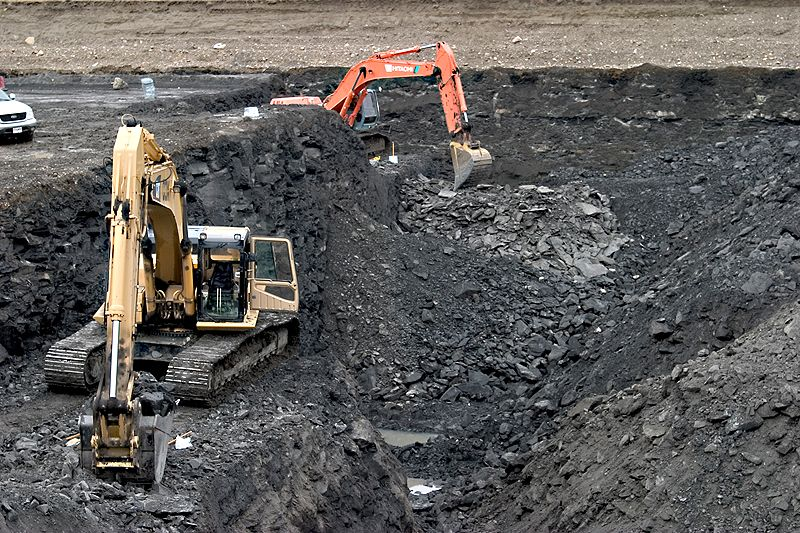
عملیات معدنکاری مکانیزه کوریت نسبتاً ابتدایی است و شامل حفاری گودال‌های کم‌عمق با بکهوها (Backhoe) می‌شود.

ذخایر قابل توجهی از آمولیت با کیفیت جواهر فقط در سازند بیرپاو (Bearpaw) یافت شده است که از آلبرتا تا ساسکاچوان در کانادا و از جنوب تا مونتانا در ایالات متحده امتداد دارد. با این حال، ذخایر کوچک تا جنوب یوتای مرکزی یافت شده است که حاوی آمولیت با کیفیت گوهر نیز می‌باشد. بهترین درجه آمولیت با کیفیت جواهر در امتداد سامانه‌های رودخانه‌ای با انرژی بالا در دامنه‌های شرقی کوه‌های راکی در جنوب آلبرتا است. بیشتر عملیات معدن‌کاری تجاری در امتداد سواحل رودخانه سنت مری، در منطقه‌ای در جنوب و بین شهر ماگرات و شهر لثبریج انجام شده است. تقریباً نیمی از ذخایر آمولیت در ذخایر کاینه (Kainaiwa) قرار دارد و ساکنان آن نقش مهمی در استخراج آمولیت دارند. از زمان تأسیس خود در سال ۱۹۷۹، کوریت عمدتاً در داخل رزرو (Indian reserve) فعالیت می‌کند. این شرکت با قبیله کاینه (Kainai Nation) قراردادی داشت که کوریت بر اساس مقدار زمینی که شرکت استخراج کرده است، حق امتیاز قبیله را پرداخت می‌کرد. این قرارداد منقضی شده است. اعضای قبیله خون از استخراج معادن سطحی در امتداد سواحل و صخره‌های رودخانه سنت مری منع می‌کرد. در سال ۲۰۱۸ حدود ۳۵ معدنچی سطح خون دارای مجوز بودند. معدنچیان سطحی در همه نوع آب و هوا به‌صورت مستقل استخراج می‌کنند. برخی از معدنچیان نیز فسیل‌هایی را که پیدا می‌کنند بازیابی می‌کنند یا یافته‌های خود را به سازندگان دیگر می‌فروشند.

## استخراج
استخراج تجاری مکانیزه اما نسبتاً ابتدایی است: گودال‌های باز کم عمق با یک بیل مکانیکی حفر می‌شوند و مواد حفاری شده برای محتویات جواهر احتمالی آن غربال می‌شوند. گودال‌ها بیشتر با دست بررسی می‌شوند و تولیدات تجاری توسط افرادی تکمیل می‌شود که یافته‌های سطحی خود را به کوریت و چندین تولیدکننده دیگر می‌فروشند. تقریباً ۵۰ درصد از آمولیت استخراج شده برای جواهرات مناسب است. کوریت، بزرگ‌ترین معدنکار آمولیت، بیش از ۹۰ درصد از عرضه جهان را تولید می‌کند.
رسوبات آمولیت به چند لایه طبقه‌بندی شده‌اند: کم عمق‌ترین این لایه‌ها که ناحیه کی (K Zone) نام دارد، حدود ۱۵ متر زیر سطح قرار دارد و ۳۰ متر به پایین امتداد دارد. آمولیت درون این لایه توسط سنگال سیدریتی پوشیده شده و معمولاً ترک خورده است - این ماده خردشده است. این رایج‌ترین و (به‌طور کلی) کم ارزش‌ترین آمولیت است. با شروع بیست متر زیر مواد خرد، منطقه آبی است. آمولیت از این ناحیه، که ۶۵ متر امتداد دارد، معمولاً با یک لایه نازک پیریت به جای سنگال سیدریت فشرده می‌شود. این مواد ورقه‌ای است. به دلیل عمق آن به ندرت استخراج می‌شود. همچنین شکستگی بسیار کمتری دارد و بنابراین نوع آمولیت ارزشمندتر است.
از سال ۲۰۱۵، کوریت (Korite) بیش از ۱۰۰ هکتار از ذخایر آمولیت را استخراج کرده است. این شرکت بیش از ۲۸۰ کارمند دارد و تقریباً ۹۰ درصد از تولید آمولیت جواهرات جهان را به خود اختصاص داده است. کاوشگرانی که مایل به استخراج ذخایر آمولیت در زمین کراون (Crown land) هستند باید برای اجاره به وزارت انرژی آلبرتا (Ministry of Energy (Alberta)) مراجعه کنند. این اجاره‌نامه‌ها به‌طور منظم ارائه نمی‌شوند. از سال ۲۰۰۴، هزینه درخواست ۶۲۵ دلار کانادا، با هزینه اجاره سالانه ۳٫۵۰ دلار کانادا برای هر هکتار وجود داشت.

## کیفیت گوهرسنگ

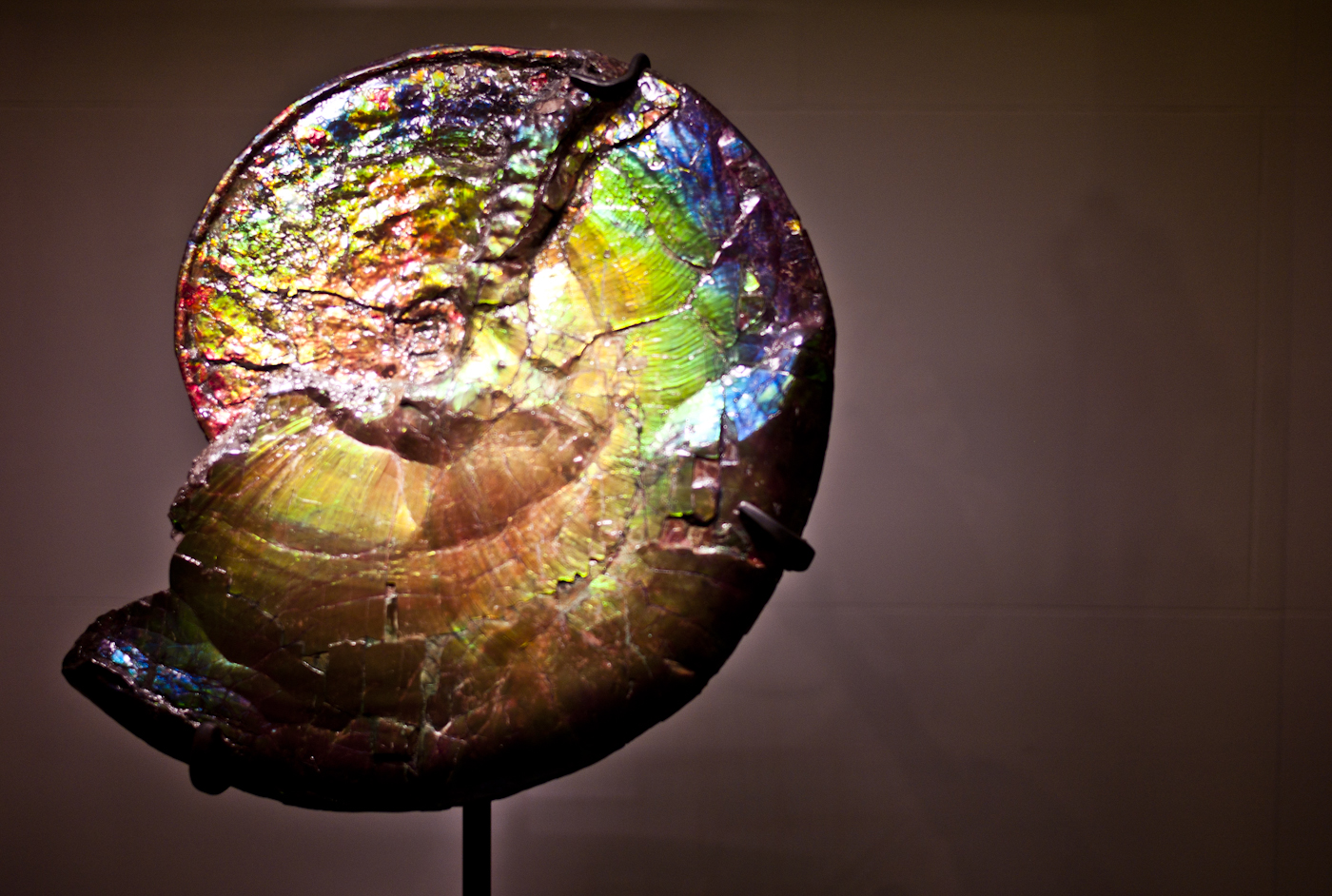
یک فسیل شاخ‌قوچی رنگین‌تاب، آمولیت

کیفیت جواهر آمولیت از طریق یک سامانه درجه حروف، از مطلوب‌ترین به حداقل مطلوب منتقل می‌شود: (AA), (A+)، (A), (A-). با این حال، این سامانه هنوز استاندارد نشده است و برخی از فروشندگان ممکن است از سامانه‌های خود استفاده کنند. درجه و در نتیجه ارزش یک سنگ جواهر آمولیت با معیارهای زیر تعیین می‌شود:

### تعداد رنگ‌های اصلی
آرایه بزرگی از رنگ در آمولیت نمایش داده می‌شود که شامل تمام رنگ‌های طیفی موجود در طبیعت می‌شود. قرمز و سبز به‌دلیل شکنندگی دومی بسیار رایج‌تر از آبی یا بنفش هستند. (دیدن خواص) همچنین رنگ‌های خاصی مانند زرشکی یا بنفش یا طلایی وجود دارد که از ترکیب رنگ‌های اصلی مشتق شده‌اند که کمیاب‌ترین و بیشترین تقاضا را دارند. با ارزش‌ترین درجه‌ها دارای سه یا چند رنگ اصلی یا ۱ تا ۲ رنگ روشن و یکنواخت هستند که در پایین‌ترین درجه‌ها یک رنگ نسبتاً مات غالب است.

### نحوه «بازی» رنگ‌ها (تغییر رنگی و محدوده چرخشی)

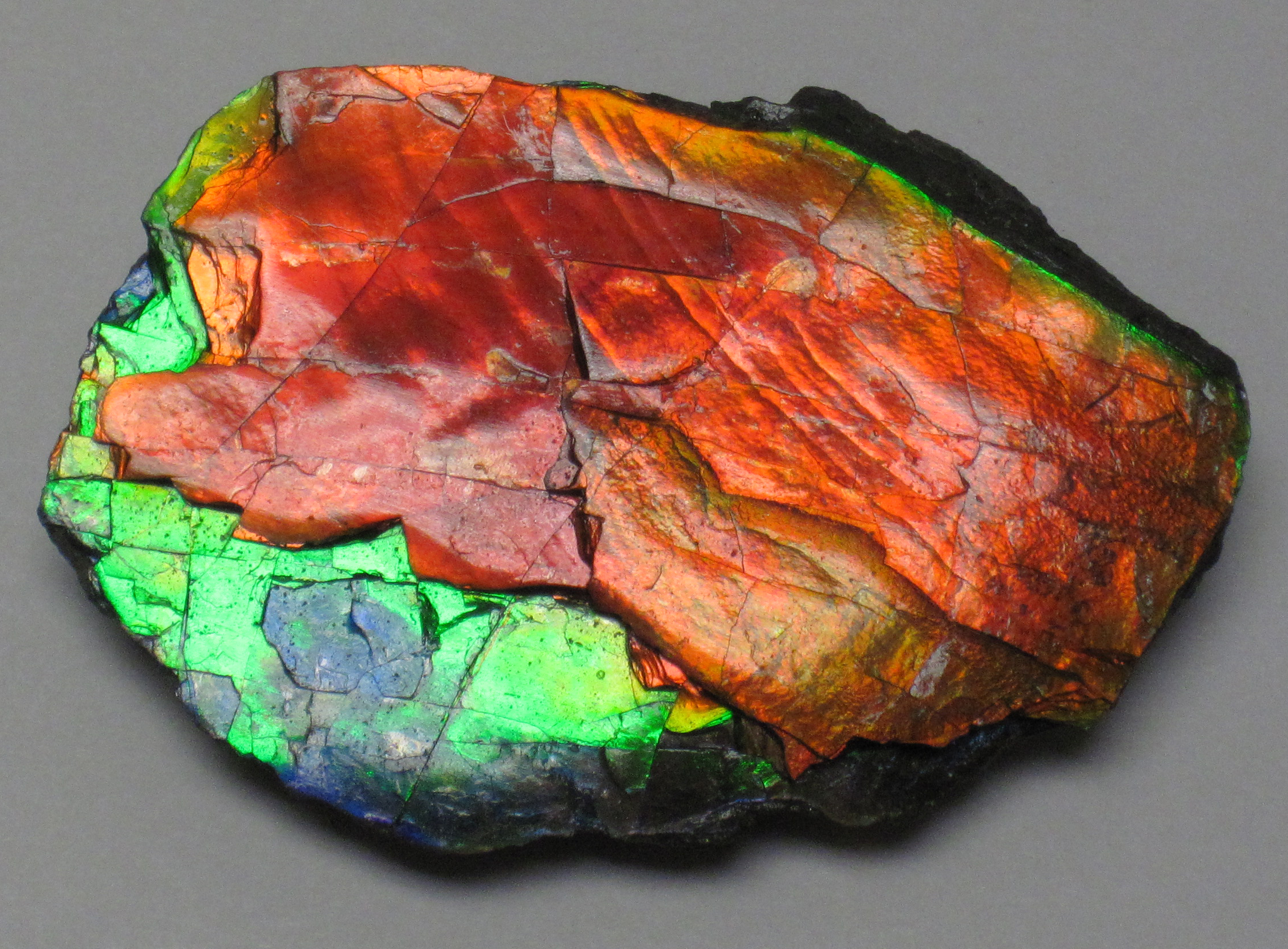
نمونه آمولیت پلاسنتیسراس (Placenticeras)، از سازند بیرپاو، مرحله کامپانین، کرتاسه فوقانی، ~۷۰–۷۵ ما.

تغییر رنگی نحوه تغییر رنگ‌ها با زاویه دید و زاویه تابش است که به سنگ قیمتی برخورد می‌کند. در مقاطع بالاتر، این تغییرات تقریباً منشوری است، در حالی که درجات پایین‌تر تنوع بسیار کمی را نشان می‌دهند. محدوده چرخشی این است که نمونه تا چه اندازه می‌تواند بچرخد و در عین حال بازی رنگ خود را حفظ کند. بهترین‌ها ۳۶۰ درجه بدون ایراد می‌چرخند، در حالی که سنگ‌های کوچکتر ممکن است رنگ‌های بسیار جهت‌دار را نشان دهند که فقط در یک محدوده چرخشی باریک، تا ۹۰ درجه یا کمتر قابل مشاهده هستند. درجات متوسط دارای محدوده ۱۸۰ تا ۲۴۰ درجه هستند.

### درخشندگی رنگ‌ها (رنگین‌تابی)
روشنایی رنگ‌ها و رنگین‌تابی آنها اساساً به این بستگی دارد که پوسته مادرمرواریدی چقدر خوب حفظ شده است و لایه‌های آراگونیت چقدر ظریف و منظم هستند. کیفیت پولیش نیز یک عامل است. ترک‌خوردگی پوست اژدها معمولاً مانع از ارزش آن می‌شود. با ارزش‌ترین آمولیت نوع ورقه‌ای است(دیدن استخراج) که دارای رنگ‌های گسترده و بدون وقفه‌ای مشابه دسته «درخش گسترده» اپال است. خمیره در گریدهای ریزتر قابل مشاهده نیست و نباید مواد معدنی خارجی رنگین‌تاب را شکسته یا کاهش دهند.
ضخامت لایه آمولیت نیز یک عامل مهم است: پس از پرداخت، آمولیت تنها ۰٫۱–۰٫۳ میلی‌متر ضخامت دارد. کمیاب‌ترین و باارزش‌ترین آن‌ها به اندازه‌ای ضخیم هستند که به تنهایی بایستند و تنها بخش نازکی از خمیره اصلی آن (بیش از ۱٫۵ میلی‌متر) وجود ندارد. اما اکثریت قریب به اتفاق نیاز به نوعی حمایت پشتی دارند. به‌سازی‌های دیگر نیز معمولاً انجام می‌شود. در صورت مساوی بودن همه عوامل دیگر، هر چه یک جواهر آمولیت کمتر به‌سازی شده باشد، ارزشمندتر است. سنگ‌های کالیبره شده - یعنی سنگ‌هایی که به ابعاد استانداردی ساخته شده‌اند که با اکثر تنظیمات جواهرات مطابقت دارند - ممکن است قیمت بالاتری نیز داشته باشند.

## به‌سازی‌ها
اگرچه آمولیت کاملاً معدنی شده و فاقد آب است و بنابراین در معرض کم‌آبی و هضم شدن متعاقب آنچه در اوپال دیده می‌شود نیست، آمولیت اغلب به‌دلیل قرار گرفتن در معرض محیط آسیب می‌بیند. ورقه‌های نازک و ظریفی که آمولیت در آنها وجود دارد نیز مشکل‌ساز هستند. به این دلایل، بیشتر مواد با یک اپوکسی شفاف یا رزین مصنوعی دیگر آغشته می‌شوند تا آمولیت مستعد پوسته‌پوسته شدن، قبل از برش تثبیت شود. اگرچه ترک‌های موزائیکی قابل تعمیر نیستند، اما اپوکسی از پوسته‌پوسته شدن بیشتر جلوگیری می‌کند و به محافظت از سطح نسبتاً نرم در برابر خراشیدگی کمک می‌کند. فرایند اشباع طی چند سال توسط کوریت با همکاری شورای تحقیقات آلبرتا توسعه داده شد. آمولیت آغشته شده و با روکش اپوکسی برای اولین بار در سال ۱۹۸۹ وارد بازار شد و به‌سازی به‌میزان قابل‌توجهی در دسترس بودن و ماندگاری نگین را افزایش داد.
از آنجایی که لایه آمولیت معمولاً کسری از یک میلی‌متر ضخامت دارد، اغلب سنگ‌های آمولیت در واقع سنگ‌های مرکب هستند: این سنگ‌ها معمولاً به شکل دو قسمت دوتکه هستند که لایه آمولیت به یک ماده پشتی تیره چسبیده است. این معمولاً خمیره یا سنگ مادری است که آمولیت از آن استخراج شده است. باباغوری سیاه یا شیشه نیز می‌تواند به‌عنوان پشتی استفاده شود. در کامپوزیت‌هایی که لایه آمولیت فوق‌العاده نازک است، از یک جزء سوم استفاده می‌شود: این یک سه‌تکه است، با یک قطعه روکش محدب بادوام و شفاف. این کلاه ممکن است لعل مصنوعی، کوراندوم مصنوعی، کوارتز مصنوعی، یا در تولیدات پایین‌تر، شیشه باشد. کلاهک محدب به‌عنوان یک عدسی عمل می‌کند و باعث افزایش نمایش رنگین‌تابی آمولیت می‌شود.
تشخیص این سنگ‌های به‌سازی شده و کامپوزیت از طریق بازرسی با یک لوپ نسبتاً ساده است. با این حال، برخی از سبک‌های تنظیم جواهرات - مانند آنهایی که پشت بسته دارند - می‌توانند اوضاع را پیچیده کنند. یک سه‌تکه را می‌توان با بررسی سنگ در مشخصات شناسایی کرد. سپس می‌توان بالای سنگ را به‌صورت گنبدی و شفاف و بدون بازی رنگ مشاهده کرد. اگر گنبد از شیشه ساخته شده باشد، ممکن است حباب، علائم چرخش و خراش وجود داشته باشد. مواد مصنوعی سخت‌تر، از نظر نوری بی‌عیب و نقص هستند. اگر چه اکثریت قریب به اتفاق آمولیت درجه تجاری به‌نحوی به‌سازی شده است، بخش کوچکی از تولید به هیچ به‌سازی دیگری جز برش و پرداخت نیاز ندارد. در حالت ایده‌آل، هرگونه به‌سازی باید در زمان فروش افشا شود.

## تقلیدها

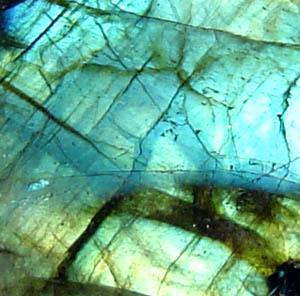
درخش‌های رنگین‌تاب (لابرادوریتی) لابرادوریت ممکن است منجر به اشتباه گرفتن آن با آمولیت توسط افراد ناآشنا شود، اما ظاهر کلی به‌عنوان یک تقلید قانع کننده نیست.

آمولیت نه به راحتی و نه اغلب تقلید می‌شود. با این حال، چند ماده شباهت گذرا دارند که ممکن است افراد ناآشنا را فریب دهد. اینها عبارتند از: لابرادوریت (همچنین به‌عنوان اسپکترولیت (Spectrolite) شناخته می‌شود)، فلدسپات رنگین‌تاب که ممکن است منشأ کانادایی نیز داشته باشد و اپال سیاه درخش‌پهن. هیچ‌کدام جایگزین قانع‌کننده‌ای نیستند و آخری در واقع ارزش بیشتری نسبت به آمولیت دارد. در واقع، آمولیت اغلب به‌عنوان تقلیدی از اپال سیاه استفاده می‌شود. یک احتمال حتی کمتر متقاعد کننده، سنگ اسلوکام (Slocum stone) است، یک تقلید معمولی مبتنی بر شیشه از اپال. رنگ‌های آبی و ارغوانی در لابرادوریت بسیار فراگیرتر هستند، و در هر دوی آن و اپال، برخلاف بازی نسبتاً محدود رنگ در آمولیت، بازی رنگ بر روی سنگ می‌چرخد. در سنگ اسلوکام، بازی رنگ به‌صورت تکه‌هایی زرق و برق‌دار می‌شود. ساختار قابل مشاهده نیز به‌طور قابل‌توجهی متفاوت است. در تقلیدها، بدنه سنگ از زوایای خاصی شفاف تا نیمه‌شفاف است، در حالی که آمولیت کاملاً مات است.
از نظر گوهرشناسی، آمولیت را می‌توان با سنگ مرمرهای مبتنی بر پوسته گروه‌بندی کرد. این گروه شامل لوماچلا یا مرمر آتش است، یک سنگ مرمر رنگین‌تاب مشابه که از صدف دوکفه‌ای فسیل شده و صدف حلزون تشکیل شده است. لوماچلا که در ایتالیا و اتریش یافت می‌شود، به‌ندرت در جواهرات استفاده می‌شود. بلکه به‌عنوان سنگ نمای تزئینی یا در موزاییک استفاده می‌شود. رنگین‌تابی لوماچلا تکه‌تکه است و به اندازه آمولیت درخشان نیست. علیرغم این تفاوت‌ها، لوماچلا ممکن است در برخی محافل مترادف با آمولیت در نظر گرفته شود.
پوسته آبی-سبز رنگین‌تاب ابلونی (جنس گوش‌دریا) آخرین تقلید ممکن است. پوسته آبالون به‌دلیل پرورش تجاری این شکم‌پایان برای گوشت‌شان ارزان و فراوان است. ساختار پوسته متمایز است: نوارهای سینوسی رنگین‌تاب آبی، سبز و رز با خطوط قهوه‌ای تیره کنچیولین (Conchiolin)، یک ماده پروتئینی که پوسته را در کنار هم نگه می‌دارد، مشخص شده است. جلای پوسته آبالون به‌جای جلای نزدیک شیشه‌ای آمولیت صیقلی، ابریشمی است و رنگ‌های این دو ماده به هم نزدیک نیستند. با این حال، مقداری از پوسته آبالون رزانه شده و درپوش شفافی از کوارتز مصنوعی به آن داده شده است، که یک دوتکه را به همان شکل آمولیت تشکیل می‌دهد. این دوتکه شاید فریبنده‌ترین باشد و برای تقلید اپال نیز استفاده شده است. در زیر بزرگنمایی، اکثر دوتکه‌های آبالون رنگ متمرکز شده در امتداد نواحی خاص و حباب‌های هوا را در سطح مشترک پوسته-کوارتز نشان می‌دهند.

## استفاده در جواهرات

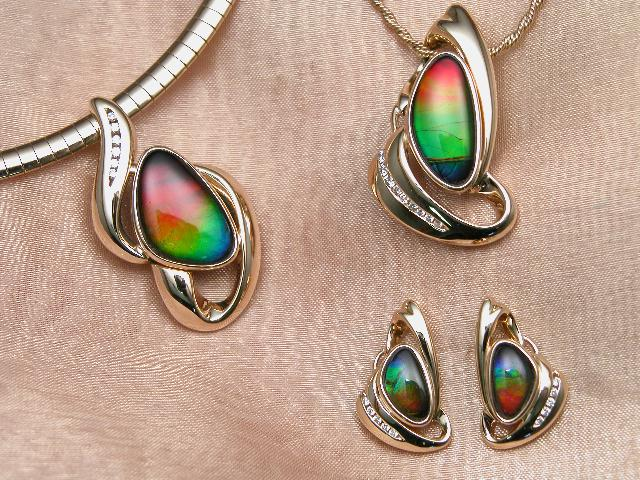
جواهرات آمولیت کوریت. جواهرات آمولیت سه‌تکه هستند، همان‌طور که با مشخصات محدب آنها مشهود است. آمولیت به‌دلیل تردی بهتر است در آویز، گوشواره و سنجاق‌سینه استفاده شود.

در مقایسه با سایر جواهرات، آمولیت سابقه استفاده نسبتاً کمی دارد. تا دهه ۱۹۷۰ پس از ورود به بازار (به میزان محدود) در سال ۱۹۶۹ شروع به جلب توجه در جامعه غربی نکرد. قبیله بلک‌فیت (Blackfeet Nation)، آمولیت را اینسکیم (iniskim) به معنای «سنگ گاومیش» می‌شناسند و مدت‌ها بر این باور بودند که آن را دارای قدرت تعویذ می‌دانند. به‌طور خاص، اعتقاد بر این است که این جواهر به شکار بوفالو کمک می‌کند و گاومیش را در فاصله ردیابی می‌کشد. بلک‌فیت همچنین معتقد است که آمولیت دارای قدرت شفابخش است و این گوهر را در بسته‌های دارویی (Sacred bundle) خود برای استفاده در مراسم گنجانده است.
در اواخر دهه ۱۹۹۰، تمرین‌کنندگان فنگ‌شویی شروع به ترویج آمولیت به‌عنوان یک سنگ «اثرگذار» با آنچه به اعتقاد آنها قدرت افزایش رفاه و سم‌زدایی بدن با بهبود جریان انرژی یا «چی» است، کردند. تمرین‌کنندگان فنگ‌شویی معتقدند که هر رنگی که «سنگ رفاه هفت‌رنگ» نامیده می‌شود، به روش‌های متفاوت و مثبتی بر روی پوشنده تأثیر می‌گذارد. ترکیبی از قرمز یاقوتی، سبز زمردی و زرد کهربایی برای این منظور بیشتر مورد توجه قرار می‌گیرد، رنگ‌هایی که گفته می‌شود به ترتیب رشد، خرد و ثروت را افزایش می‌دهند.
آمولیت معمولاً به شکل دامله آزاد شکل می‌گیرد و روی طلا نصب می‌شود و الماس‌ها به‌عنوان برجسته‌تر هستند. آمولیت به‌دلیل ظرافتی که دارد برای استفاده در آویزها، گوشواره‌ها و سنجاق‌های سینه بهتر است. اگر به‌عنوان سنگ حلقه استفاده شود، آمولیت باید یک کلاه محافظ سخت، یعنی یکی از لعل مصنوعی که در سه‌تکه استفاده می‌شود، داده شود. آمونیت‌های صیقلی کامل با اندازه مناسب نیز ممکن است در جواهرات نصب شوند. هیچ چیز خشن‌تر از صابون ملایم و آب گرم نباید برای تمیز کردن جواهرات آمولیت استفاده شود. از تمیز کردن فراصوتی باید اجتناب شود.
ژاپن بزرگ‌ترین بازار آمولیت است. این ممکن است به‌دلیل استفاده از آن به عنوان تقلیدی از اپال سیاه که به‌طور فزاینده کمیاب است یا استفاده گفته‌شده آن در فنگ‌شویی باشد. بازارهای ثانویه شامل کانادا است، جایی که هم صنعتگران و هم تولیدکنندگان جواهرات خوب که آثار خود را به گردشگران پارک ملی بنف و پارک ملی جاسپر می‌فروشند، استفاده می‌شود. همچنین در جنوب غربی ایالات متحده ساخته می‌شود، جایی که توسط قوم زونی و دیگر صنعتگران بومی آمریکا استفاده می‌شود.

## نکته
1. این سنگ‌های قیمتی از دیگر مواد زینتی گرانبهای تولید شده ارگانیک مانند عاج، عاج گیاهی، مادرمروارید، لاک لاک‌پشت (Tortoiseshell) و غیره، عمدتاً با روش‌های استفاده از آنها متمایز می‌شوند. مروارید، کهربا و آمولیت به‌عنوان جواهرات در نظر گرفته می‌شوند،[نیازمند منبع] در حالی که بقیه بیشتر به عنوان اشیاء بافتی در نظر گرفته می‌شوند.